# Свято-Духівський храм (Дніпро)
Свято-Духівська церква — діюча православна церква Дніпропетровського правобережного благочиння Дніпропетровської єпархії Православної церкви України у м. Дніпро. Настоятель: протоієрей Ярослав Малерик.

## Історія
1994 рік для вірян УПЦ-КП став переломним, завдяки єпископу Дніпропетровському й Запорізькому, Богородському (Московська область) Адріана (нині - митрополит Богородський) передали напівзруйновану після пожежі будівлю. 15 червня 1994 року відбулося освячення приміщення й почалися регулярні богослужіння. Колишній заклад культури став перетворюватися на храм.
Після відкриття церкви важко було знайти настоятеля, тому це єпископові Адріану доводилося ремонтувати будівлю за власний кошт. 1996 року Владика призначає настоятелем церкви о. Миколу Срібняка (нині він є архиєпископом Сумським і Охтирським), що працював у храмі з 1996 до 2004 року. 
1 травня 2005 року парафія отримала нового настоятеля. Ним став молодий священик Ярослав Малерик, який нині є також настоятелем Церкви святого благовірного князя Ярослава Мудрого у м. Дніпру та головою молодіжного відділу Дніпропетровської єпархії.

## Сьогодення
Роботи з реконструкції будівлі ведуться й сьогодні. Все це робиться, аби надати їй духовної краси. Церква орієнтована не тільки для дорослих, а й для маленьких парафіян. Тут є дитячий майданчик, де настоятель має змогу поспілкуватися з дітками та їхніми батьками. Це стало можливим завдяки спонсору парафії — Київській фабриці Оболонь.
У приміщенні також працює недільна школа, організатором якої є настоятель церкви. При церкві діють: благочинний фонд, недільна школа, благодійна їдальня.
Планується також побудувати окремий церковний будинок, де будуть розміщені недільна школа, трапезна та церковна бібліотека.
Розпочато будівництво дзвіниці, яка дасть можливість скликати віруючих на Богослужіння.

## Світлини

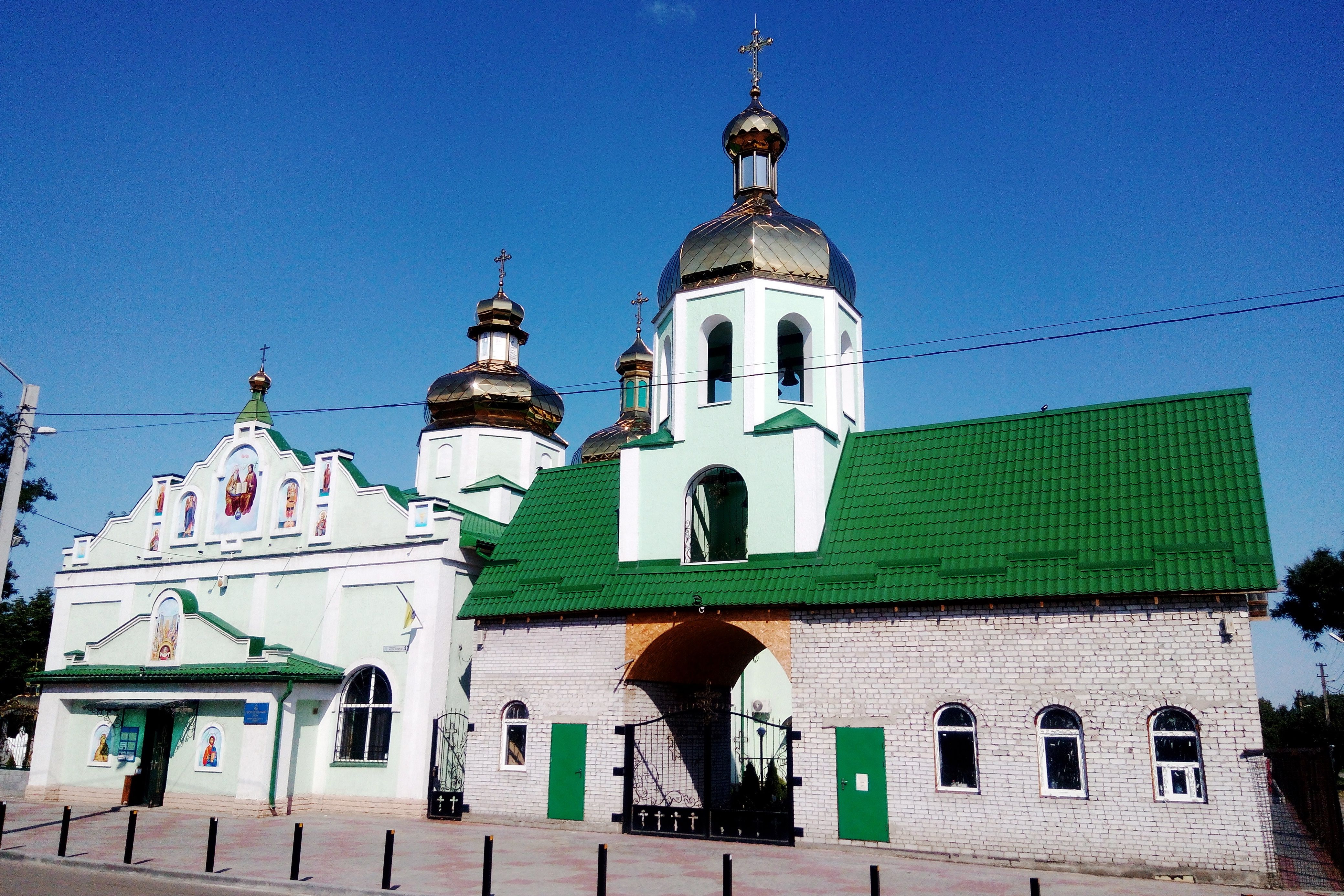
Фасад храму
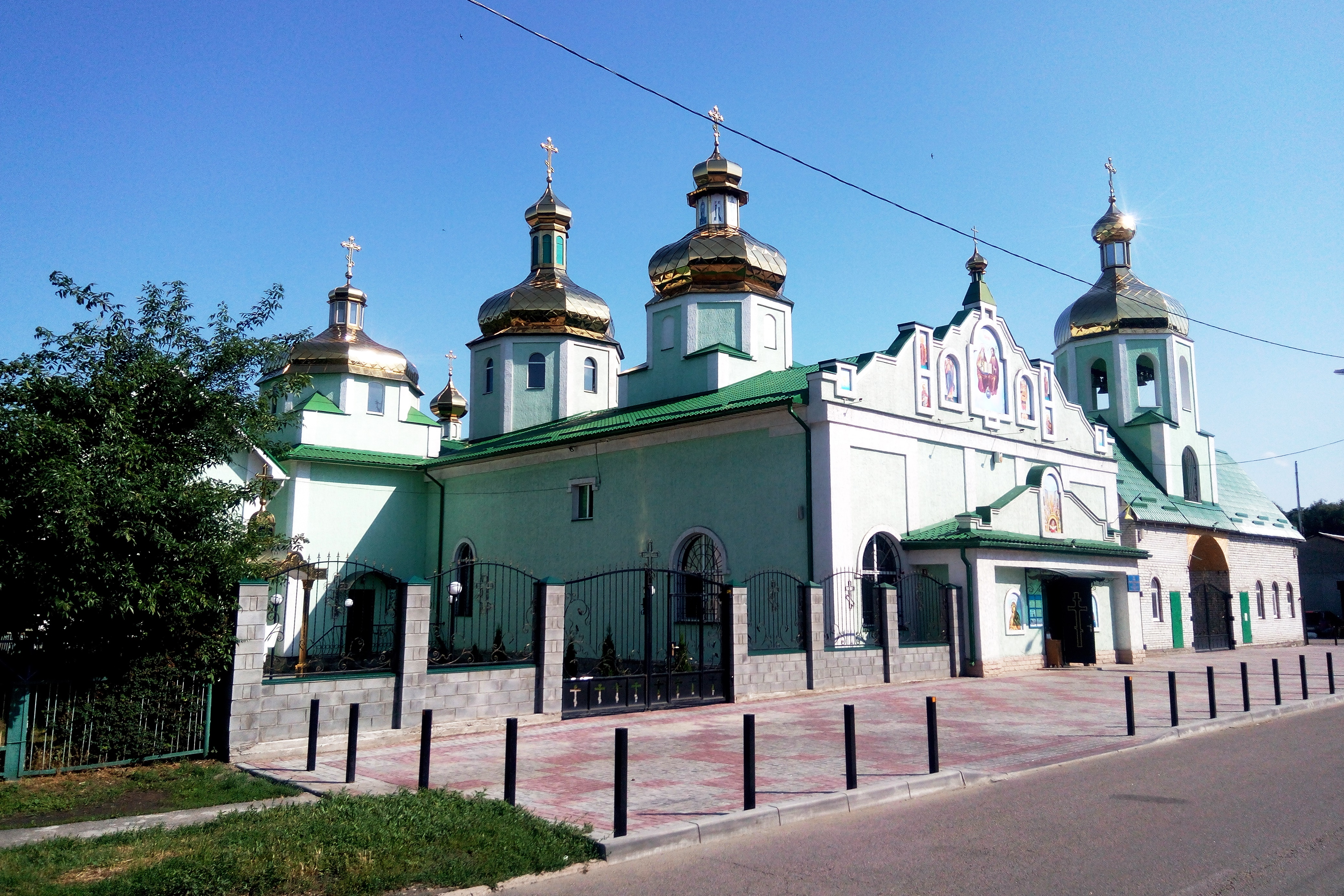
Боковий вигляд